# Steven Novella
Steven Paul Novella (ur. 29 lipca 1964)  – amerykański neurolog kliniczny i adiunkt na Yale University School of Medicine. Najbardziej jest znany ze swojego zaangażowania w ruch naukowego sceptycyzmu.

## Doświadczenie zawodowe
Steven Novella specjalizuje się w stwardnieniu zanikowym bocznym (ALS), miastenii i zaburzeniach nerwowo-mięśniowych, neurofizjologii i w leczeniu ADHD.
Steven Novella skończył uniwersytet medyczny Georgetown University School of Medicine w roku 1991, odbył roczny staż jako internista w Georgetown University Hospital, ukończył staż jako neurolog w Yale–New Haven Hospital w roku 1995 i otrzymał dyplom z neurologii w roku 1998.
W czasie dorastania Steven Novella nie od razu chciał zostać lekarzem. W wywiadzie dla podcastu Books and Ideas powiedział:

Rozważałem różne ścieżki kariery. Gdy dorastałem myślałem przez chwilę, żeby zostać prawnikiem, a potem, przed pójściem do college'u, wiedziałem, że chciałbym działać na polu naukowym i zrobiłem kursy przygotowujące do studiów medycznych. Więc w tym czasie zdecydowałem już, co chcę robić. Mogę powiedzieć, że właśnie w późnym okresie dorastania zdecydowałem zająć się medycyną

Odnośnie do swojej kariery w medycynie powiedział

Dobre w medycynie jest to, że nawet pod koniec edukacji jest otwartych wiele ścieżek kariery, nawet po stażu. Kiedy już edukacja jest właściwie zakończona, można zdecydować zostać lekarzem klinicznym, albo zająć się badaniami, albo nawet zatrudnić się w przemyśle, czy zająć się zdrowiem publicznym.

## Sceptycyzm naukowy i krytyczne myślenie
Steven Novella jest orędownikiem naukowego sceptycyzmu. W odpowiedzi na artykuł wstępny (ang. editorial) w The New York Times, w którym Paul Davies stwierdza, że „dopóki nauka nie wymyśli sprawdzalnej teorii praw Wszechświata, jej twierdzenie, że jest wolna od wiary jest nieprawdziwe” Steven Novella powiedział:

To nie jest prawda, gdyż nauka nie zależy od wiary w naturalistyczny świat. Po prostu przestrzega metod zakładając, że jest naturalistyczny... To nie jest system wiary. Ludzie często pytają mnie, jako sceptyka, w co wierzę. Cóż, tu nie chodzi o wiarę. Czy wierzę w ESP? To nie ważne, czy wierzę w ESP. Ważne jedynie, czy są jakieś dowody na ESP. Bardzo istotne jest, żeby przedstawiać sceptycyzm jako metodę badawczą, a nie zbiór gotowych odpowiedzi, nie zbiór wierzeń.

W roku 1996 Steven Novella, jego brat Bob i Perry DeAngelis założyli The Connecticut Skeptical Society. Tak opisuje to Evan Bernstein: „Pewnej nocy gdzieś pod koniec roku 1995, Perry był u Steve'a w mieszkaniu, kartkując egzemplarz magazynu Skeptical Inquirer. Czytał listę lokalnych grup sceptyków i skomentował: «Nie ma żadnej lokalnej grupy w Connecticut. Powinniśmy taką założyć»”.
Grupa później połączyła się z Skeptical Inquirers of New England (SINE) i New Hampshire Skeptical Resource by utworzyć New England Skeptical Society (NESS). Steven Novella jest obecnie prezesem stowarzyszenia NESS.

### Badanie zjawisk paranormalnych
We wczesnych dniach działalności New England Skeptical Society, Steven Novella uczestniczył w badaniach różnych zjawisk (rzekomo) paranormalnych. Czasami było to częścią procesu przesiewu dla One Million Dollar Paranormal Challenge – nagrody 1 miliona dolarów oferowanej przez James Randi Educational Foundation. Steven Novella zajmował się m.in. badaniem plansz Ouija (kiedy parze twierdzącej, że potrafi się nimi posługiwać zostały prawidłowo zasłonięte oczy, ich zdolności znikały), osobę rzekomo potrafiącą kontrolować wynik rzucania monetą (okazało się, że osoba ta popełniała proste błędy logiczne w rozumowaniu), osobę rzekomo potrafiącą czytać w myślach (wynik: 0 na 20 trafień) i wielu różdżkarzy (najczęściej doświadczających zjawiska ideomotorycznego). Steven Novella i NESS zbadali również niektóre zjawiska opisane przez ludzi, którzy nie chcieli walczyć o nagrodę One Million Dollar, np. nawiedzone domy, umiejętność porozumiewania się z duchami i nagrywania ich głosów (tzw. electronic voice phenomenon – EVP).

### The Skeptics' Guide to the Universe
W maju 2005 Steven Novella rozpoczął nagrywanie podcastu pt. The Skeptics' Guide to the Universe (SGU). W zespole byli przyjaciele Perry DeAngelis i Evan Bernstein, oraz jego bracia Bob i Jay. DeAngelis pozostał w zespole aż do swojej śmierci w sierpniu 2007. W czerwcu 2006 do podcastu dołączyła Rebecca Watson i była częścią zespołu aż do grudnia 2014. W lipcu 2015 dołączyła Cara Santa Maria.
Steven Novella jest zarówno gospodarzem podcastu, jak też zajmuje się redagowaniem i postprodukcją.

Jestem ostatecznie odpowiedzialny za zawartości i przygotowanie podcastu, jak też zajmuję się całą postprodukcją, co, jak wiecie, oznacza dużo pracy. Tygodniowo dobre 20, 30 godzin przeznaczam na ten podcast, prawie jakbym miał drugą pracę. Ale to praca z miłości.

Zapytany o cel podcastu, Steven Novella powiedział: „Zajmujemy się głównie kontrowersyjnymi tematami, albo tematami na pograniczu nauki, jednak czasami przekazujemy po prostu bardzo interesujące wiadomości naukowe, cokolwiek nas zaciekawi. Ale zajmujemy się też zjawiskami paranormalnymi, teoriami spiskowymi, czy oszustwami medycznymi – w ten sposób chcemy chronić ludzi. Naszym najważniejszym celem jest danie słuchaczom narzędzi, by słuchając wiadomości naukowych, potrafili sami zorientować się w całym naukowym szumie medialnym.”

### Blogi
W 2007 Steven Novella założył blog pt. Neurologica o podtytule "your daily fix of neuroscience, skepticism and critical thinking" (twoja dzienna porcja neuronauki, sceptycyzmu i krytycznego myślenia), dla którego pisze 3 artykuły tygodniowo na różne tematy, związane głównie z nauką i sceptycyzmem. Jest także redaktorem naczelnym bloga Science-Based Medicine, w którym też jest stałym współpracownikiem. Poza tym jest doradcą medycznym dla Quackwatch.

### E-booki
Steven Novella jest redaktorem serii e-booków składających się z artykułów wybranych z bloga Science-Based Medicine. Każda książka skupia się głównie na jednym temacie, np. krytycznym myśleniu, ziołach, suplementach i żywieniu, kręgarzach, szczepionkach, homeopatii itp.

### W druku
Steven Novella jest zastępcą redaktora w Scientific Review of Alternative Medicine i jest autorem felietonu pt. Weird Science dla gazety New Haven Advocate. Steven Novella jest również autorem kilku kampanii i dodatków do gry fabularnej Dungeons & Dragons.

### Telewizja
Steven Novella wystąpił w kilku programach telewizyjnych, m.in. w Penn & Teller: Bullshit! (odcinek Ghostbusters), Doktor Oz radzi i w Inside Edition.
W roku 2008 nakręcił pilot dla serialu telewizyjnego pt. The Skeptologists razem z Brianem Dunningiem, Yau-Man Chan, Markiem Edwardem, Michaelem Shermerem, Philem Plaitem i Kirsten Sanford. Niestety serial nie został kontynuowany przez żadną stację telewizyjną.

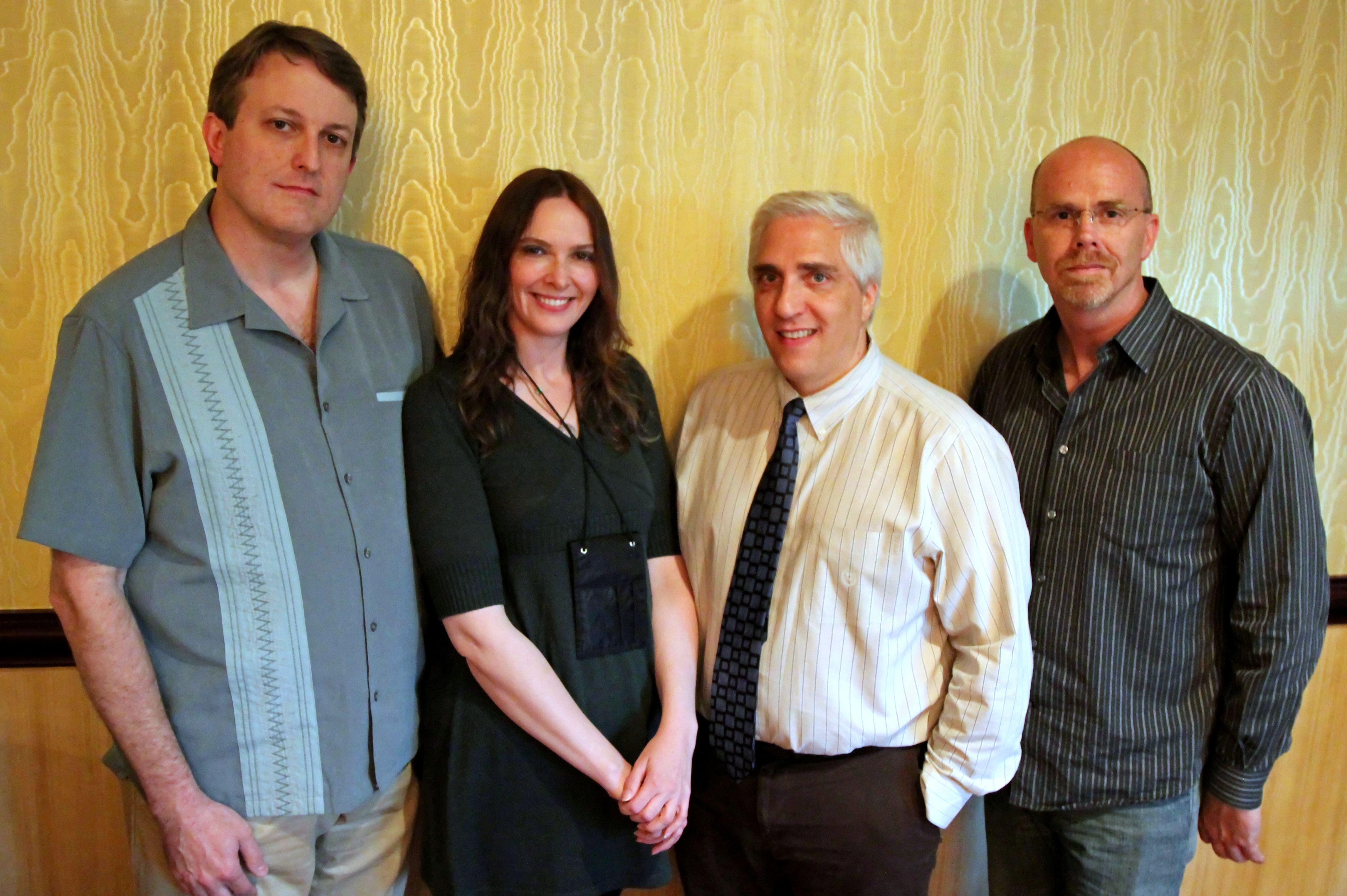
Członkowie James Randi Educational Foundation. Tim Farley, Karen Stollznow, Steven Novella i Ray Hall. Zdjęcie z TAM w 2011

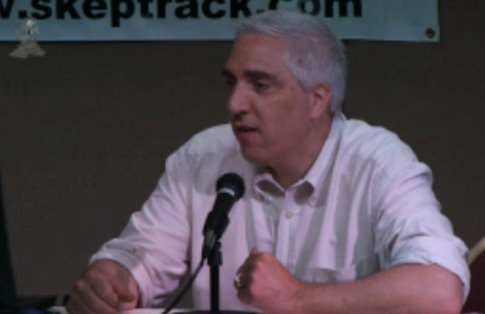
Podczas Skeptrack na konferencji Dragon Con

### Pozostałe zajęcia
Steven Novella utworzył dwa kursy dla cyklu The Great Courses: Medical Myths, Lies, and Half-Truths: What We Think We Know May Be Hurting Us i Your Deceptive Mind: A Scientific Guide to Critical Thinking Skills.
W roku 2009 Steven Novella był przewodniczącym zarządu w powstałym wtedy właśnie Institute for Science in Medicine.
W roku 2010 Steven Novella został wybrany na członka Committee for Skeptical Inquiry.
W roku 2011 Steven Novella został mianowany starszym członkiem (ang. Senior Fellow) w James Randi Educational Foundation i szefem w ich projekcie Medycyna oparta na nauce (ang. Science-Based Medicine).

## Nagrody
- W roku 2010 organizacja Committee for Skeptical Inquiry (CSICOP) nagrodziła Stevena Novellę nagrodą im. Roberta P. Ballesa za ogół działalności, w tym podcast The Skeptics' Guide to the Universe, blogi Science-Based Medicine i Neurologica, rubrykę w Skepticial Inquirer pt. The Science of Medicine i za „nieustającą podróż i nauczanie w duchu sceptycyzmu”. „Najbardziej zdumiewa, że to wszystko jest pracą na ochotnika”[27]. Barry Karr powiedział, że Steven Novella jest być może najbardziej pracowitym ze wszystkich sceptyków[28].

## Obszary zainteresowań
Steven Novella często pisze i wykłada na wiele tematów związanych m.in. z medycyną alternatywną, ruchem New Age, parapsychologią i pseudonauką. Jako orędownik naukowego sceptycyzmu, jego prace najczęściej dotyczą dowodów i naukowego konsensusu. Tematy poruszane w pracach to m.in.:
- Medycyna niekonwencjonalna i alternatywna[29] – Medycyna alternatywna to każda praktyka mająca na celu efekt leczenia medycznego, ale która nie jest oparta na dowodach zdobytych metodami naukowymi. Składa się z dużej palety praktyk, produktów i terapii[30]. Steven Novella często mówi: „medycyna alternatywna jest alternatywną, bo nie jest oparta na badaniach naukowych. Gdyby była, nie nazywałaby się alternatywną medycyną, tylko medycyną”[31].
- Szczepionki i autyzm[32] – Nie ma dowodów naukowych na związek przyczynowy pomiędzy szczepieniami a autyzmem[33][34]. Pomimo to, wielu rodziców wierzy, że szczepionki powodują autyzm i dlatego opóźniają szczepienie swoich dzieci przez tzw. „przeciążenie szczepionkami”, które nie ma podstaw naukowych i jest biologicznie niewiarygodne[35]. Steven Novella podsumowuje to tak: „Co do szczepionek, mamy dane opublikowane w czasopismach typu peer-reviewed. Wiele grup zawodowych dokładnie przeanalizowało literaturę naukową i niezależnie stwierdziło, że szczepionki są bezpieczne i skuteczne”[36].
- Homeopatia[37] – Homeopatia to system medycyny alternatywnej stworzony w 1976 przez Samuela Hahnemanna, oparty na doktrynie podobieństwa, znanej jako „podobne lecz podobnym” (łac. similia similibus curentur). Zgodnie z tą doktryną substancja, która powoduje symptomy choroby u zdrowych ludzi, wyleczy podobne symptomy u ludzi chorych[38]. Lekarstwa są przygotowywane przez wielokrotne rozcieńczanie wybranej substancji, a następnie przez silne uderzanie o elastyczne ciało w procesie nazywanym succussion. Rozcieńczanie często jest kontynuowane nawet, jeśli już nie mogły pozostać żadne molekuły początkowej substancji[39]. Steven Novella napisał „Chciałbym, żeby ludzie zdawali sobie sprawę, że homeopatia jest filozofią przednaukową, że jest oparta całkowicie na wierzeniach magicznych i jest o 200 lat do tyłu za rozwojem nauki. Ludzie powinni wiedzieć, że typowe środki homeopatyczne są rozcieńczane do tego stopnia, że nie ma w nich aktywnych składników i że homeopaci używają tajemniczych wibracji i niezgodnych z nauką informacji o chemii wody. Poza tym, chciałbym żeby ludzie wiedzieli, że badania kliniczne środków homeopatycznych, ujęte jako całość, nie wykazują żadnej skuteczności tych środków”[40].
- Zaprzeczanie istnieniu AIDS(inne języki)[41] – wiara, niezgodna z medycznymi i naukowymi dowodami[42][43], że wirus zespołu nabytego braku odporności (HIV) nie powoduje zespołu nabytego niedoboru odporności (AIDS). Steven Novella napisał: „Denialiści to pseudosceptycy — udają, że stosują zasady sceptycyzmu (wątpliwość), ale są takimi zagorzałymi zwolennikami konkluzji, że naciągają proces, by wynik był dla nich odpowiedni”[44].
- Doświadczenie śmierci – Doświadczenie śmierci (ang. Near-Death Experience (NDE)) odnosi się do osobistych doznań w obliczu śmierci, wśród których mogą występować uczucia oderwania od ciała, lewitacji, pełnego spokoju, ciepła i wrażenie obecności światła. W artykule dla ABC News, Steven Novella napisał: „Występowanie NDE nie jest kontrowersyjne – wielu ludzi podaje te doświadczenia po nagłym zatrzymaniu krążenia... Pytanie jednak, jak je zinterpretujemy... Każdy kto twierdzi, że NDE jest dowodem na istnienie świadomości poza ciałem, musi najpierw wykluczyć inne, prozaiczne wytłumaczenia. To nie zostało wykonane”[45].
- Bransoletki holograficzne – bransoletka holograficzna, lub bransoletka mocy, to mała bransoletka żelowa z umieszczonym w nią hologramem. Producenci twierdzą, że hologram ten „optymalizuje naturalny przepływ energii wokół ciała i w ten sposób zwiększają siłę, równowagę i elastyczność sportowca”[46]. Występując w programie telewizyjnym Inside Edition Steven Novella został zapytany o podstawę twierdzeń producentów bransoletek. Odpowiedział: „To jest oparte na niczym. Po prostu wymyślony chwyt marketingowy”.
- Intelligentny projekt[47] – Inteligentny projekt (ang. Intelligent Design (ID)) to pogląd, że niektóre cechy wszechświata i istot żyjących najlepiej wytłumaczyć inteligentną przyczyną, a nie nieukierunkowanym procesem jak dobór naturalny"[48][49][50]. Odnośnie do tego poglądu, Steven Novella pisze: „Tu nie chodzi o dowody, czy logikę, tylko o władzę. Debata opiera się na władzy Boga nad ludźmi, a nie na logice, czy dowodach”[51].
- Teorie spiskowe[52] – W czerwcu 2014 Steven Novella prowadził pisemną debatę z Michaelem Fullertonem, który twierdzi, że zawalenie się wieżowców podczas zamachu z 11 września 2001 roku nie odbyło się tak jak oficjalnie się podaje, czyli z powodu uderzenia samolotu, ale przez kontrolowane wyburzenie[53]. W pierwszej odpowiedzi Steven Novella stwierdził: „Główny błąd logiczny Michaela to opieranie się na tym, że wieże zapadły się tak, jakby to było kontrolowane wyburzenie, czyli że opadły szybko i generalnie bezpośrednio w dół. To nie są jednak cechy specyficzne do kontrolowanego wyburzenia. Tak działoby się niezależnie od tego, co zainicjowało zawalenie budynków”[54].

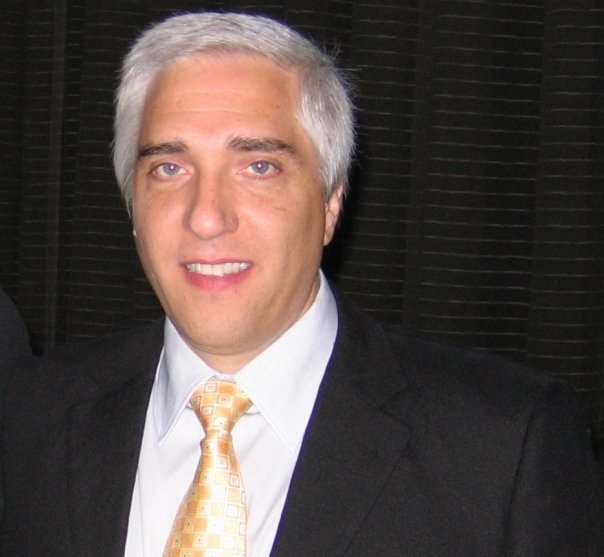
Dr. Steven Novella podczas TAM w Las Vegas w 2008
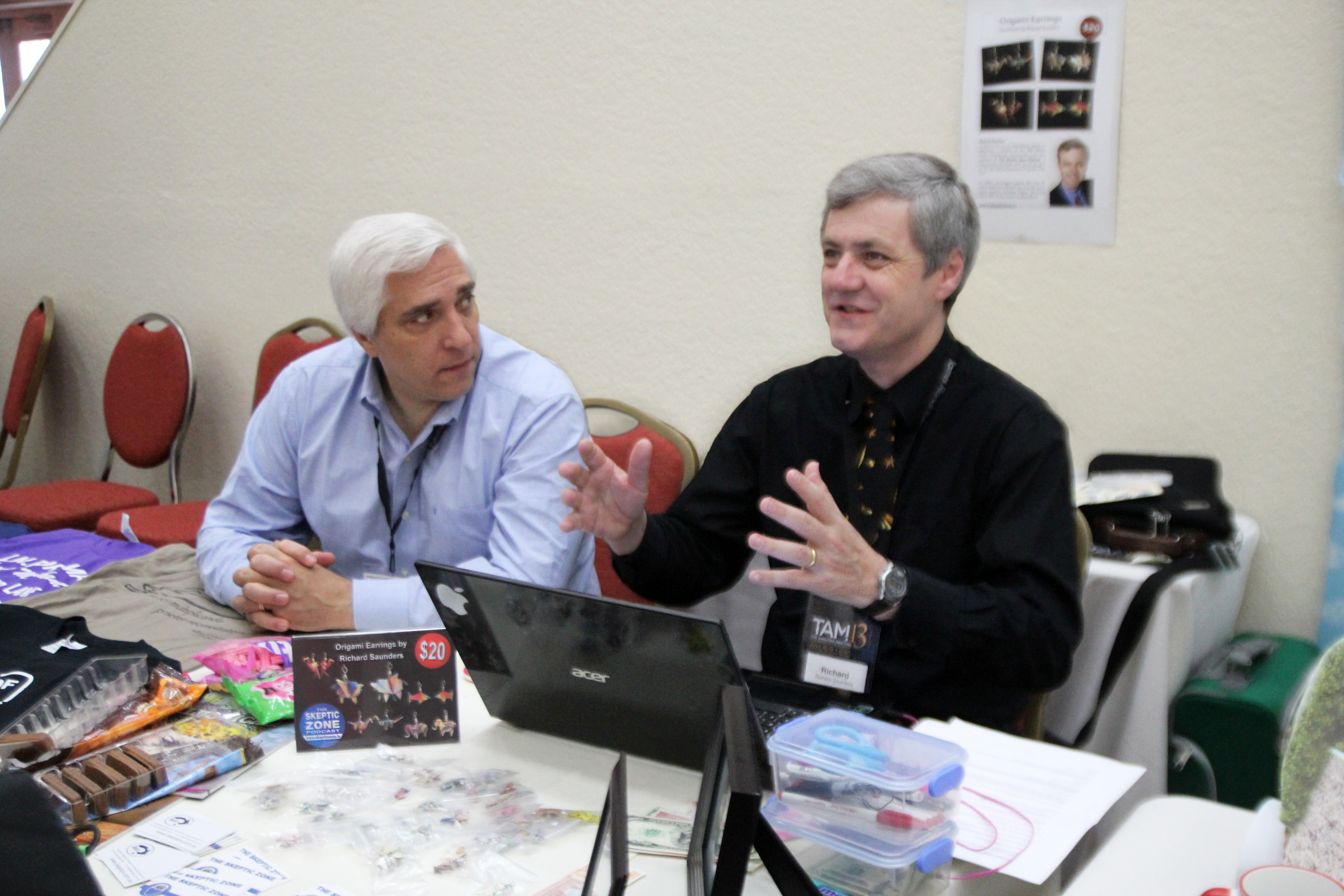
Steven Novella i Richard Saunders na TAM13
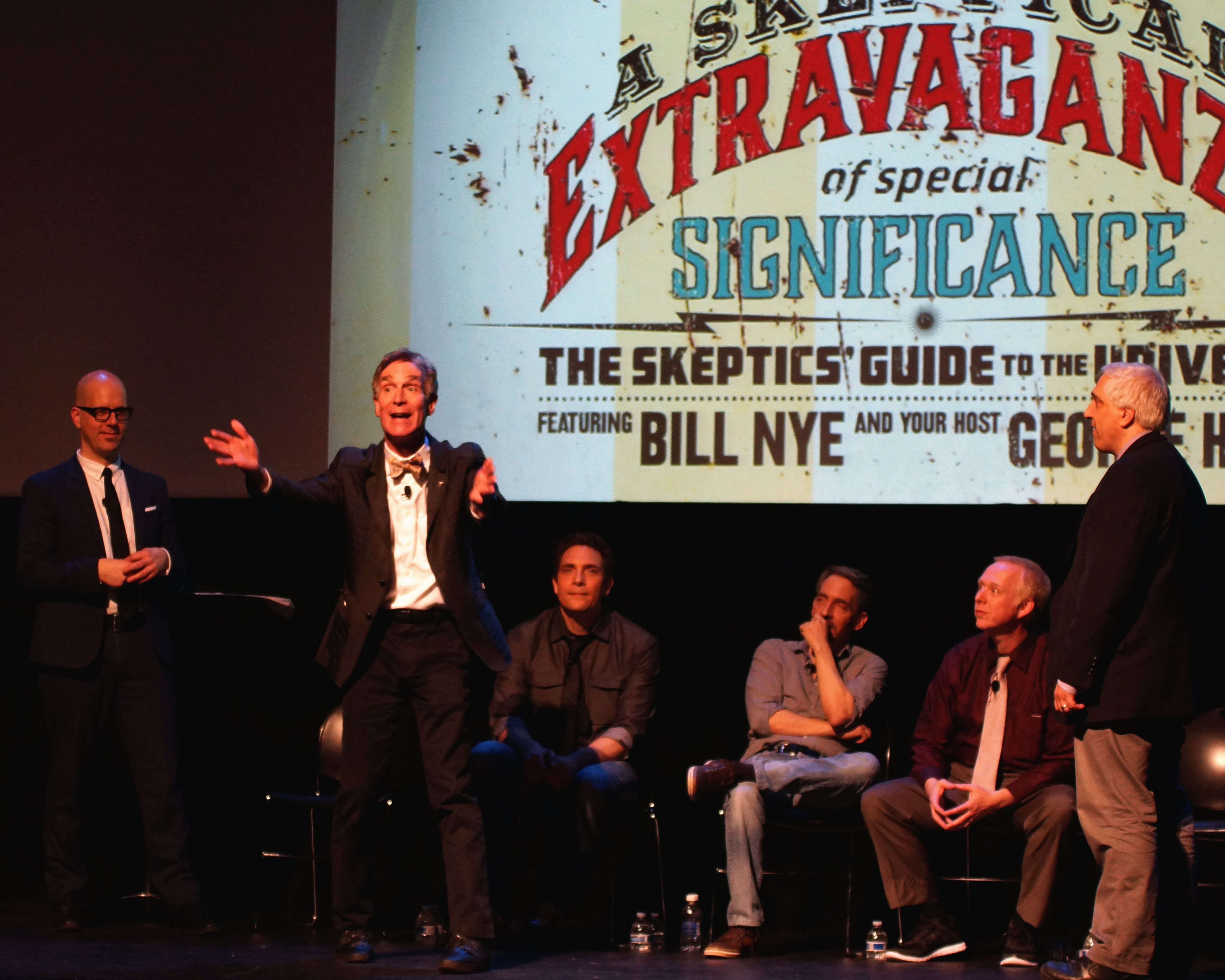
Bill Nye, Skeptics Guide to the Universe i George Hrab w Nowym Jorku w 2015 roku